# Momir Rnić (handbollsspelare född 1955)
Momir Rnić, född 3 februari 1955 i Sečanj, Socialistiska republiken Serbien, SFR Jugoslavien
, är en jugoslavisk-serbisk före detta handbollsspelare.

## Landslagskarriär
Momir Rnić tog OS-guld i herrarnas turnering i samband med de olympiska handbollstävlingarna 1984 i Los Angeles.
Han tog även OS-brons i herrarnas turnering i samband med de olympiska handbollstävlingarna 1988 i Seoul.